# Hiroki Moriuchi
Hiroki Moriuchi (森内寛樹, Moriuchi Hiroki, nascido em 25 de janeiro de 1994), mais conhecido pelo seu nome artístico Hiro, é um músico japonês e vocalista da banda de rock japonesa My First Story. Em 2021, lançou seu primeiro álbum solo intitulado Sing;est.	

## Biografia e carreira artística

### 1994–2005: Primeiros anos e início de carreira
Moriuchi nasceu em 25 de janeiro de 1994, como o filho mais novo dos cantores japoneses Masako Mori e Shinichi Mori, casados em 1986. Ele possui dois irmãos mais velhos: Tomohiro Moriuchi, que trabalha na emissora TV Tokyo e Takahiro Moriuchi, o vocalista da banda de rock One Ok Rock. Em dezembro de 2002, aos oito anos de idade, assinou um contrato com a agência Johnny & Associates, onde permaneceu ativo como um trainee até 2005. Em abril do mesmo ano, seus pais divorciaram-se e Moriuchi e seu irmão Tomohiro ficaram sob custódia do pai, enquanto seu irmão Takahiro ficou sob custódia da mãe.

### 2011–presente: My First Story eSing;est
Em 2011, Moriuchi tornou-se o vocalista da banda My First Story, formada no mês de agosto em Shibuya. Em 4 de abril de 2012, a banda lançou seu álbum de estreia autointitulado pela Intact Records, que atingiu a posição de número 26 pela tabela musical Oricon Albums Chart. Após o lançamento de dez álbuns de estúdio e diversos singles com a banda, Moriuchi lançou seu primeiro álbum solo intitulado Sing;est, em 20 de janeiro de 2021 pela Universal Music Japan, sendo composto por versões covers de canções de artistas femininas japonesas. Sin;est atingiu a posição de número sete pela Oricon Albums Chart.

## Discografia

#### Álbuns
| Título                                                      | Detalhes                                                                                                | Melhores posições nas paradas | Melhores posições nas paradas |
| Título                                                      | Detalhes                                                                                                | JAP Oricon                    | JAP Billboard                 |
| ----------------------------------------------------------- | --- | ----------------------------- | ----------------------------- |
| Sing;est                                                    | - Lançamento: 20 de janeiro de 2021 - Gravadora: Universal Music Japan - Formatos: CD, download digital | 7                             | 5                             |
| "-" indica lançamentos que não foram inseridos nas paradas. | |                               |                               |

## Colaborações
| Ano  | Canção                                         | Álbum                | Artista     |
| ---- | ---------------------------------------------- | -------------------- | ----------- |
| 2013 | "Savior of Song"                               | Rock On              | Nano        |
| 2014 | "Sink Like a Stone" (com participação de Hiro) | Circles              | Swanky Dank |
| 2018 | "Reimei"                                       | Lançamento sem álbum | Sayuri      |